# Кароліна Феліцита Лейнінген-Дагсбург-Гайдесгаймська
Кароліна Феліцита Лейнінген-Дагсбург-Гайдесгайм-Фалькенбурзька (нім. Karoline Felizitas von Leiningen-Dagsburg-Heidesheim-Falkenburg, 22 травня 1734 — 8 травня 1810) — німецька аристократка XVIII—XIX століть, донька графа Лейнінген-Дагсбург-Гайдесгайм-Фалькенбурзького Карла Крістіана та графині Зольмс-Рьодельхаймської Катаріни Поліксени, дружина князя Нассау-Узінгену Карла Вільгельма.

## Біографія

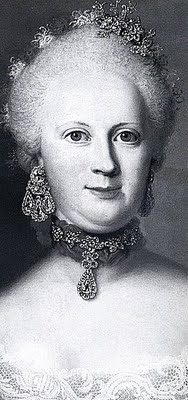
Портрет роботи невідомого майстра

Народилась 22 травня 1734 року у Гайдесгаймі. Була шостою дитиною та п'ятою донькою в родині графа Лейнінген-Дагсбург-Фалькенбурзького Карла Крістіана та його дружини Катаріни Поліксени Зольмс-Рьодельхаймської. Мала старших сестер Марію Луїзу Альбертіну, Поліксену Вільгельміну,  Софію Шарлотту й Александріну. Брат помер за два місяці до її народження. Мешкало сімейство у Гайдесгаймському замку.
У 25 років взяла шлюб із 24-річним спадкоємним принцом Нассау-Узінгену Карлом Вільгельмом. Весілля відбулося 16 квітня 1760 року у Гайдесгаймі. У подружжя народилося четверо дітей.
У 1775 році Карл Вільгельм став правлячим князем Нассау-Узінгену. 1797 року також став князем Нассау-Саарбрюкену. Резиденцією подружжя слугував замок Бібріх.
Карл Вільгельм пішов з життя у березні 1803 року. Кароліна Феліцита померла 8 травня 1810 року у Франкфурті, як зазначалося, від  «старості та прихованого катару». Як і чоловік, була похована у князівській крипті у кірсі Святого Лаврентія в Узінгені.

## Родина
Чоловік — Карл Вільгельм, спадкоємний принц Нассау-Узінгену
Діти:
- Карл Вільгельм (1761—1763) — прожив 2 роки;
- Кароліна Поліксена (1762—1823) — дружина принца Гессен-Кассельського Фрідріха, мала восьмеро дітей;
- Луїза Генрієтта (1763—1845) — одружена не була, дітей не мала.
- невідома дитина